# زاوية (خوي)
زاوية هي قرية في مقاطعة خوي، إيران. عدد سكان هذه القرية هو 1,417 في سنة 2006.